# Busa (mande jezik)
Busa jezik (bisã, bisayã, busa-bisã, busano, bussanchi; ISO 639-3: bqp), jedan od pet jezika istoimene podskupine busa, šire skupine istočnih mande jezika, kojim govori oko 40 000 ljudi (2005 R. Jones SIM) iz plemena Busa (20 000) i Laaru, Lupa i Kambari (20 000) u nigerijskim državama Niger i Kebbi. Dijalekti novi busa, wawa i illo su pod utjecajem drugih jezika. Novi busa fonološki je pod utjecajem hausa [hau] a Illo Busa pod Boko [bqc] utjecajem.
U upotrebi su i hausa, cishingini [asg] ili engleski [eng].

## Vanjske poveznice
- Ethnologue (14th)
- Ethnologue (15th)